# Oligocottus maculosus
Oligocottus maculosus är en fiskart som beskrevs av Girard, 1856. Oligocottus maculosus ingår i släktet Oligocottus och familjen simpor. Inga underarter finns listade i Catalogue of Life.